# 圣加布里埃尔-布雷西
圣加布里埃尔-布雷西（法語：Saint-Gabriel-Brécy，法語發音：[sɛ̃ ɡabʁijɛl bʁesi] ⓘ）是法国卡尔瓦多斯省的一个市镇，原属卡昂区。圣加布里埃尔-布雷西于1964年由原市镇圣加布里埃尔（Saint-Gabriel）和布雷西（Brécy）合并而成。2017年，圣加布里埃尔-布雷西与临近的2个市镇合并为新市镇瑟勒河畔克勒利，改属巴约区。

## 地理
圣加布里埃尔-布雷西（49°16'40"N, 0°33'55"W）面积7.44 平方千米，位于法国诺曼底大区卡爾瓦多斯省，该省份为法国西北部沿海省份，北濒大西洋英吉利海峡，东北与滨海塞纳省以海上边界相接，东临厄尔省，南至奧恩省，西与芒什省接壤。
与圣加布里埃尔-布雷西接壤的市镇（或旧市镇、城区）包括：库隆、克勒利、屈利、瑟勒河畔埃凯、朗特伊、勒马努瓦尔、吕克维尔、贝桑地区维埃纳、维利耶勒塞克。
圣加布里埃尔-布雷西的时区为UTC+01:00、UTC+02:00（夏令时）。

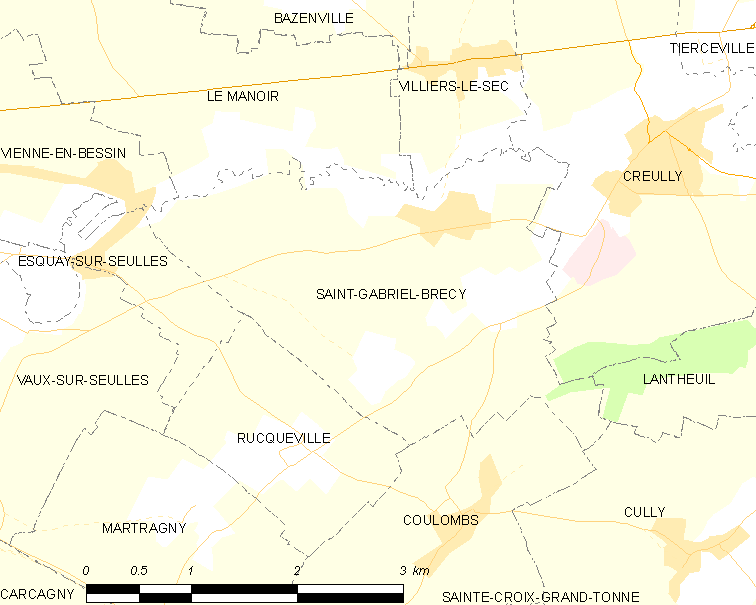
圣加布里埃尔-布雷西的OSM定位图

## 行政
圣加布里埃尔-布雷西的邮政编码为14480，INSEE市镇编码为14577。

## 政治
圣加布里埃尔-布雷西所属的省级选区为蒂和米县。

## 人口

1962-2008年间圣加布里埃尔-布雷西人口变化图示

圣加布里埃尔-布雷西于2018年1月1日时的人口数量为380人。